# Alfonso Aparicio
Alfonso Aparicio Gutiérrez (Santander, 14 agosto 1919 – Madrid, 1º febbraio 1999) è stato un calciatore e allenatore di calcio spagnolo.
In attività giocava nel ruolo di difensore.
Con l'Atlético vinse quattro campionati (1939-1940, 1940-1941, 1949-1950, 1950-1951), una Copa Presidente Federación Española de Fútbol ed una Coppa Eva Duarte.

## Palmarès

### Giocatore

#### Competizioni nazionali
- Campionato spagnolo: 2

Atlético Madrid: 1949-1950, 1940-1941
- Coppa Eva Duarte: 1

Atlético Madrid: 1940